# Shirō Misaki
Shirō Misaki (jap. 三崎 四郎, Misaki Shirō; * vor 1920) war ein japanischer Fußballspieler.

## Nationalmannschaft
1934 debütierte Misaki für die japanische Fußballnationalmannschaft. Misaki bestritt drei Länderspiele. Mit der japanischen Nationalmannschaft qualifizierte er sich für die Far Eastern Championship Games 1934.